# Орзо-Бортињон (Виченца)
Орзо-Бортињон је насеље у Италији у округу Виченца, региону Венето.
Према процени из 2011. у насељу је живело 18 становника. Насеље се налази на надморској висини од 112 м.